# Знімальна мережа
Знімальна мережа (рос. съемочная сеть, англ. survey network, нім. Aufnahmenetz) – сукупність точок земної поверхні, що визначаються додатково до пунктів геодезичної мережі для забезпечення топографічних зйомок. Точки З.м. визначаються аналітично (триангуляцією, теодолітними ходами, прямими і зворотними геодезич-ними засічками) і графічними способами (мензулою, кіпрегелем). Початковою основою для розвитку З.м. служать пункти геодезичної мережі. 